# كنيست يسرائيل
كنيست يسرائيل هو اسم مجموعة مكونة من ثلاثة أحياء سابقة في وسط القدس، والتي تُعرف باسم الكنيست ألف، والكنيست بيت، والكنيست جيميل، أو الكنيست القديمة، والكنيست الوسطى، والكنيست الجديدة.
قامت اللجنة المركزية للكنيست يسرائيل بالتخطيط لمشروع بناء الأحياء الثلاثة، والتي تم تنفيذها بتمويل من مانحين يهود في الخارج. تم الانتهاء من بناء المنازل على عدة مراحل في الفترة من عام 1892 إلى عام 1926، وكان المشروع مخصص لسكن عائلات فقيرة من اليهود الأشكناز وعلماء التوراة المرتبطين بنظام كوليل التابع للجنة المركزية. ويُعتبر حي كنيست يسرائيل في الوقت الحالي جزءًا من منطقة نحلاؤوت الواقعة في وسط مدينة القدس. يعني اسم حي كنيست يسرائيل باللغة العبرية المجتمع اليهودي، وهو مأخوذ من مصطلح تلمودي يُشير إلى الشعب اليهودي ككل.

## الموقع
تقع أحياء كنيست يسرائيل الثلاثة، الكنيست ألف والكنيست بيت والكنيست جيميل، شمال شارع بتسلئيل وتمتد على جانبي شارع هنتسيف في منطقة نحلاؤوت الواقعة وسط مدينة القدس.

## لمحة تاريخية

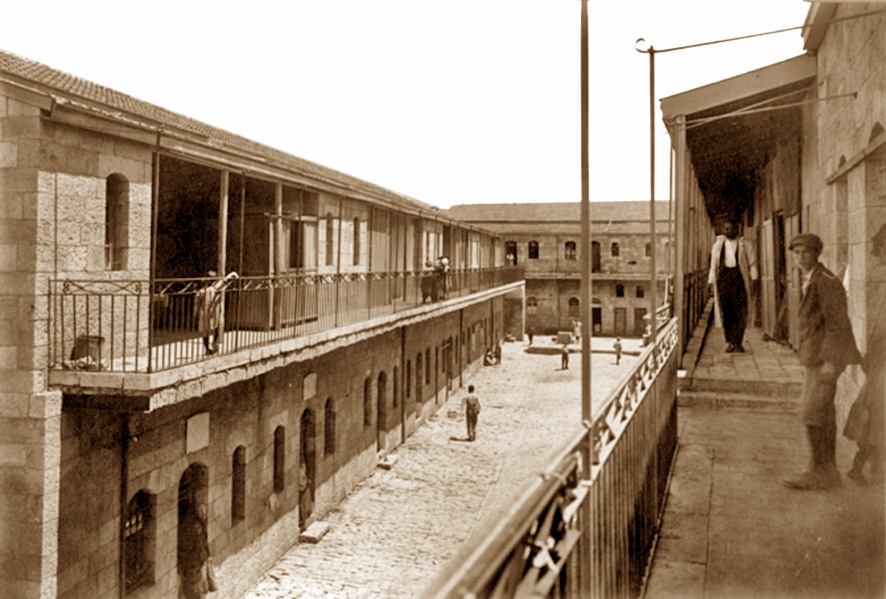
حي الكنيست بيت في ثلاثينيات القرن العشرين

شهدت الفترة ما بين عامي 1880 و1900 بناء 40 حيًا جديدًا خارج أسوار البلدة القديمة في القدس استجابة للاكتظاظ السكاني والظروف غير الصحية في البلدة القديمة في القدس. كان من بين هذه الأحياء أحياء كوليل التي أنشئت خصيصا للمهاجرين الأشكناز الأوروبيين الذين كانوا يتلقون الدعم من خلال تبرعات مواطنيهم للجمعيات الخيرية اليهودية. وفي عام 1888 قررت اللجنة المركزية ، التي أشرفت على توزيع الأموال الخيرية على العائلات الأشكنازية شراء الأراضي وبناء المساكن لأعضائها.
وقع اختيار اللجنة آنذاك على قطعة أرض تقع على الجنوب من الطريق المتجه إلى يافا من القدس، ومجاورة للأحياء اليهودية المشيدة حديثًا في مشكينوت يسرائيل ومزكيريت موشيه، وهي المنطقة التي تبين بعد ذلك أنها موقع المحطة المزمع إنشاءها لخط سكة حديد يافا - القدس. ارتفعت أسعار الأراضي بشكل كبير حيث سعت الجماعات المسيحية المهاجرة من ألمانيا واليونان وأرمينيا بدورها إلى إنشاء أحياء مجاورة لمحطة القطار، فحاول أعضاء اللجنة المركزية على نحو يائس تعطيل الإجراءات القانونية في البلدية التركية، ودعوا الجالية اليهودية إلى الصوم والصلاة في المعابد اليهودية وبجوار قبور تصادكيم في القدس والخليل وصفد وطبريا. وبعد عدة أشهر، أعلنت الشركة الفرنسية التي تبني خط السكة الحديد أنها قررت نقل محطة القدس إلى نقطة أبعد جنوبا. سارعت المجموعات المسيحية لشراء الأرض في الموقع الجديد، والذي عُرف لاحقًا باسم المستعمرة الألمانية، وتمكنت اللجنة المركزية لكنيست يسرائيل من شراء الأرض التي أرادتها لإنشاء حي الكنيست يسرائيل.

### حي الكنيست ألف

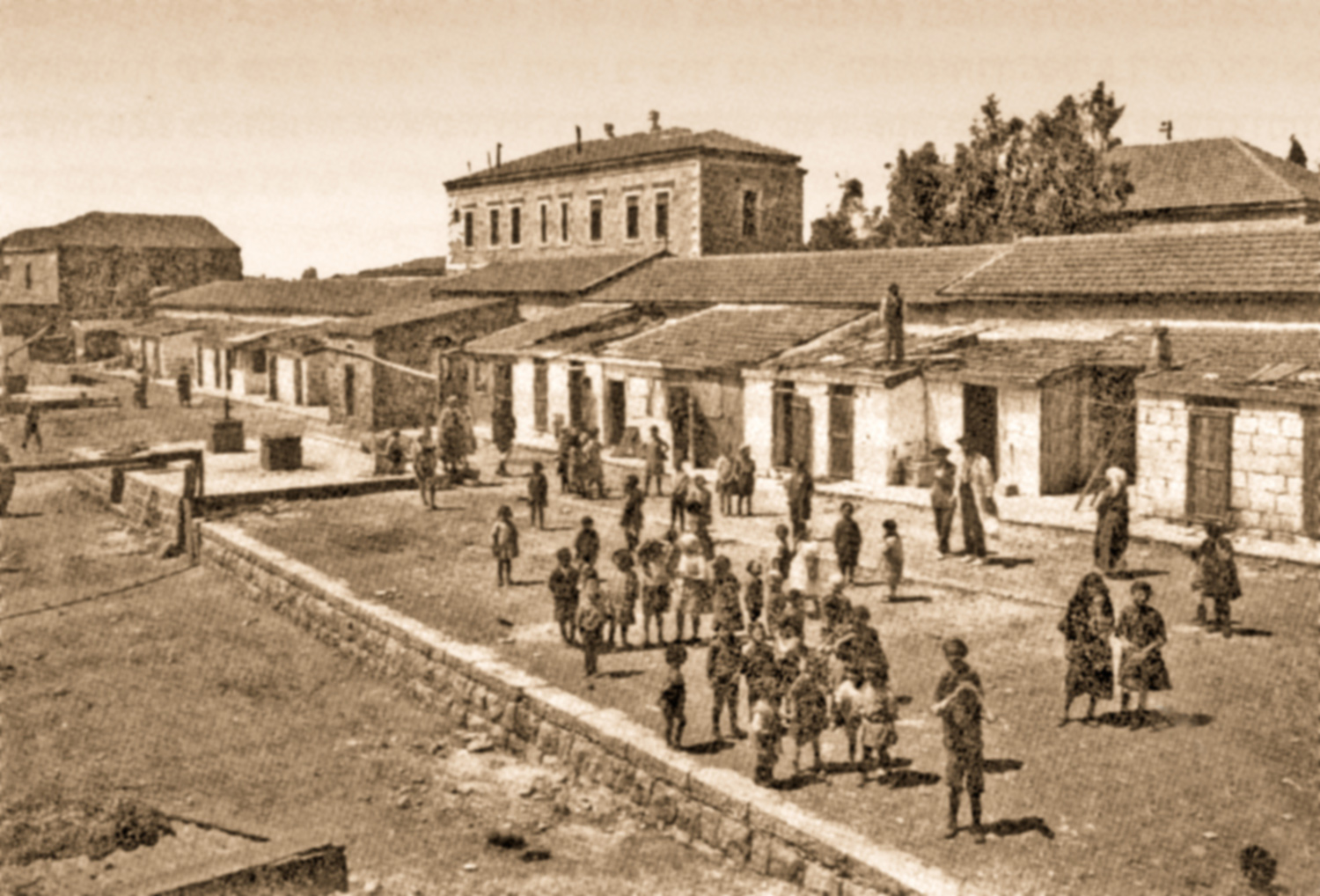
حي الكنيست ألف في ثلاثينيات القرن الشعرين

وُضع حجر الأساس للمرحلة الأولى من مشروع حي الكنيست يسرائيل، والذي أطلق عليه اسم الكنيست ألف، في أيلول (سبتمبر) عام 1892، والذي استغرق بناءه عشر سنوات. وبحلول عام 1897 كان قد تم الانتهاء من تشييد 15 شقة فقط وشغلها، ولم يتم الانتهاء من تشييد المجمع سوى في عام 1902 والذي ضم حوالي 31 شقة مبنية في منازل مكونة من طابق واحد ومصفوفة على ثلاثة جوانب من فناء مستطيل ترك الجانب الشرقي منه مفتوحا. كانت المباني مشيدة بالقرب من بعضها البعض لتعظيم الأراضي المتاحة. كانت كل شقة تتكون من غرفتين ومطبخ. تم توفير أموال البناء من خلال تبرعات من اليهود في الولايات المتحدة الأمريكية وأستراليا، وكُتبت أسماء المتبرعين على اللوحات الرخامية فوق مداخل الشقق. وعلى الجانب الشمالي من الفناء، بني كنيس بيس راشيل الذي تبرع بإنشائه كالونيموس ديفيس من مدينة ملبورن الأسترالية تخليداً لذكرى زوجته راشيل. كان مبنى الكنيس أعلى بحوالي 0.5 متر (1 قدم 8 بوصات) من باقي منازل الصف. وبسبب قلة عدد السكان، لم يتم بناء أي مدرسة، فكان الأهالي يرسلون الأطفال إلى المدرسة الواقعة في حي مزكيرت موشيه القريب.

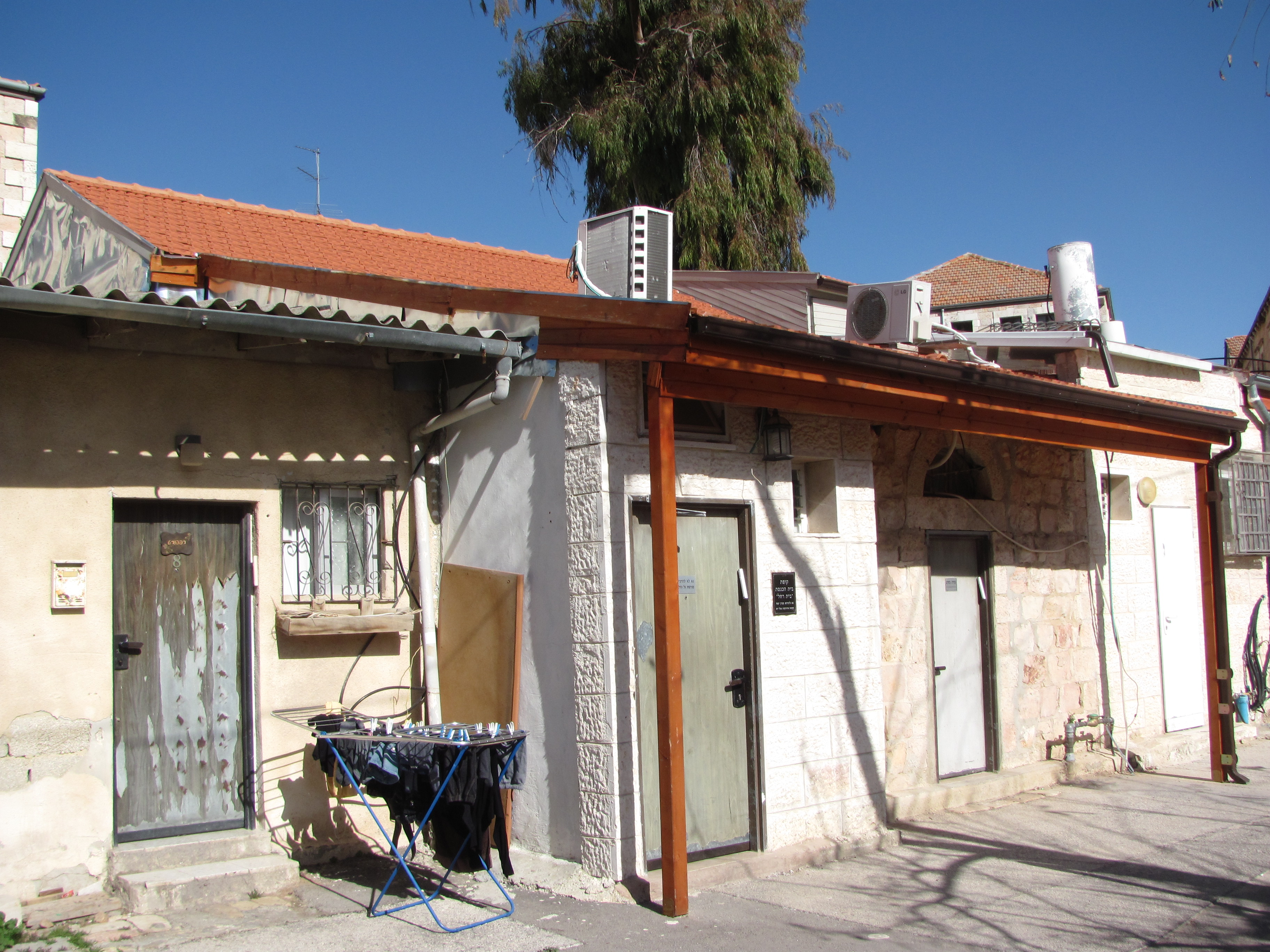
كنيس بيس راشيل في حي الكنيست ألف

أعطيت الأولوية في إشغال الشقق في البداية للمهاجرين الجدد، ثم لسكان المدينة القديمة، ثم لسكان المدينة الجديدة. وتم بيع نصف الشقق لأعضاء جماعة كوليل بخطة سداد مدتها 13 عامًا، بينما كان النصف الآخر مخصص للعائلات الفقيرة التي سُمح لها أن تعيش في الشقق بدون إيجار لمدة ثلاث سنوات، واتفق المستأجرون على الصلاة ودراسة التوراة بانتظام، والصلاة على أرواح المتبرعين بعد وفاتهم.
على الرغم من أن لوائح المجتمع دعت إلى غرس الأشجار والنباتات في الفناء المركزي، فقد تم تجاهل هذا التوجيه إلى حد كبير بسبب قلة المياة، حيث كان السكان يسحبون المياه من بئرين يقعان في الفناء. وبحلول نهاية القرن التاسع عشر، دفعت سنوات الجفاف اللجنة المركزية إلى شراء صهريج مياه من شركة سكة حديد يافا - القدس التي كانت تسحب المياه من الآبار البعيدة، وتوصلها بالقطار إلى محطة السكة الحديد، ثم يتم نقلها بالحمار إلى الحي.

### حي الكنيست بيت

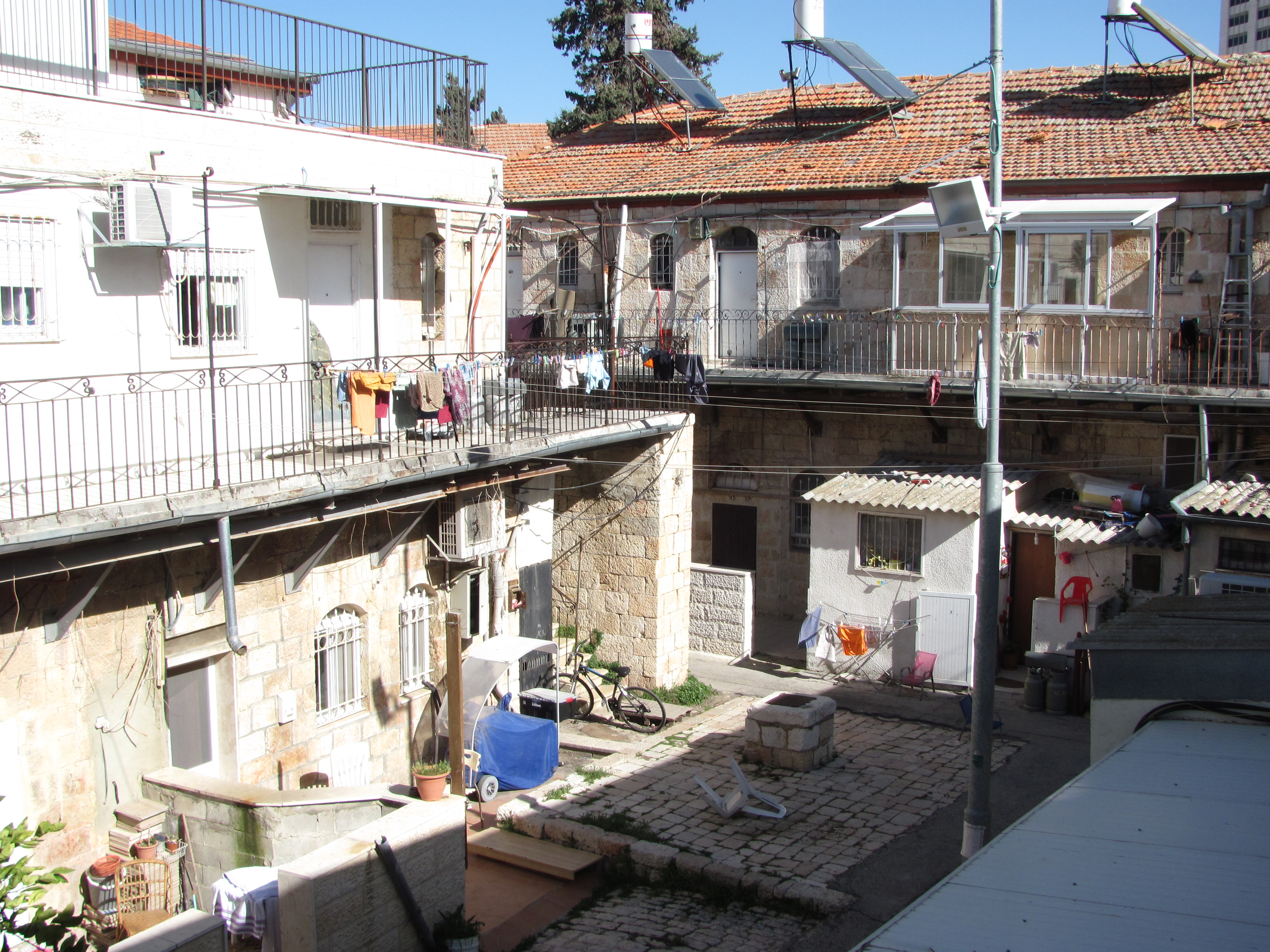
منازل متلاصقة تطل على فناء به صهريج مغلق في حي للكنيست بيت

في عام 1902 اشترت اللجنة المركزية لحي الكنيست يسرائيل قطعة أرض أخرى بالقرب من الكنيست ألف لبناء الكنيست بيت وحي باتي برويد المجاور. اكتمل تشييد حي الكنيست بيت في عام 1908، وكان يتألف من منازل مكونة من طابقين مصفوفة على ثلاثة جوانب من فناء مستطيل. ومثل منازل الكنيست ألف، كانت المداخل الأمامية للمنازل متقابلة، ويحتوي الفناء أيضًا على صهريج مياه.
وبحلول عام 1906 كان المشروعان، حي الكنيست ألف وحي الكنيست بيت، يضمان ما مجموعه 101 منزلاً بالإضافة إلى كنيسين، وأربعة مبانٍ تضم أفران ماتزو، ومبنى واحد به فرن شاميتز، وخمسة خزانات مياه.

### حي الكنيست جيمل

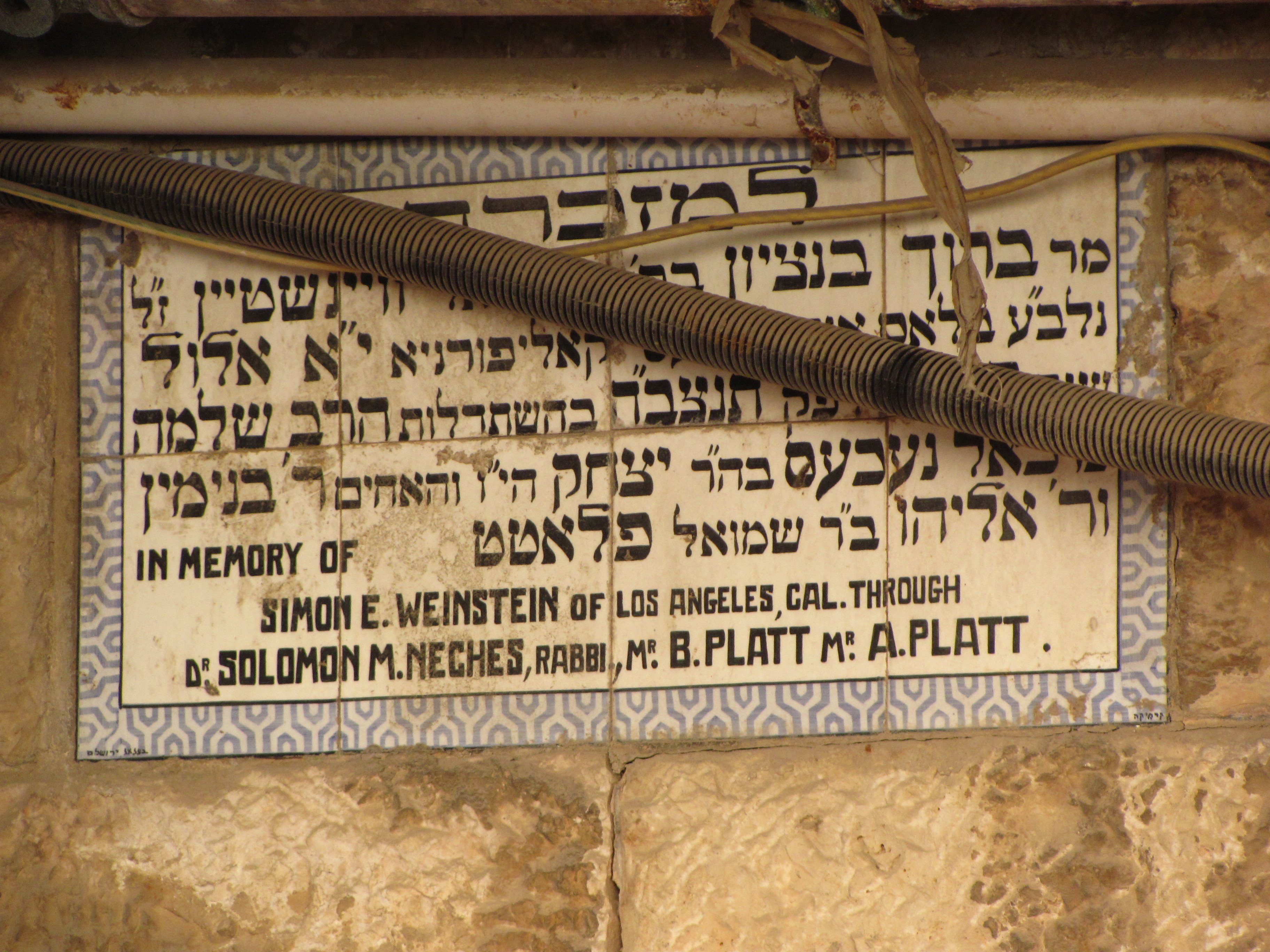
درع تذكاري في حي الكنيست جيميل لتخليد اسم متبرع من لوس أنجلوس

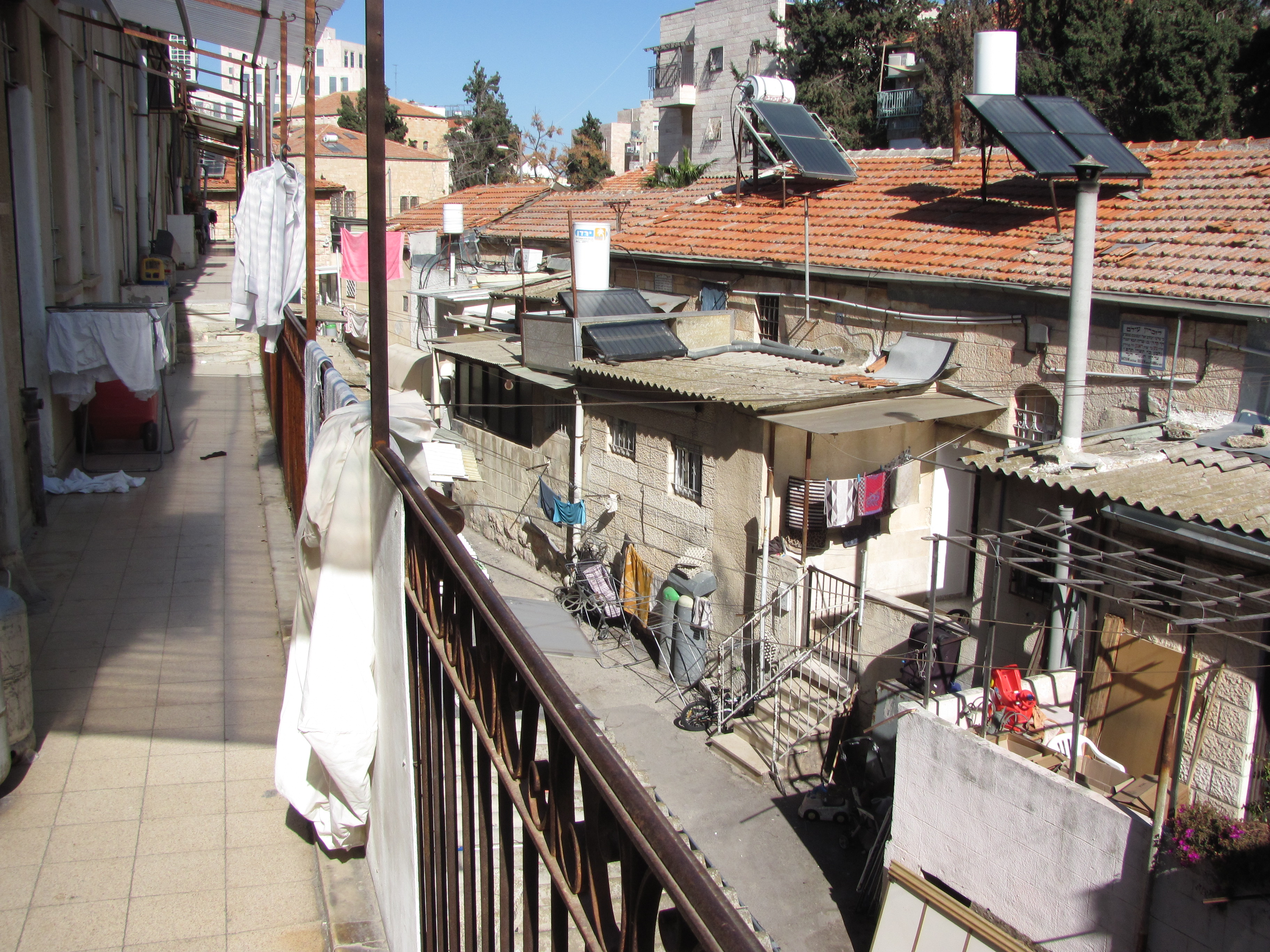
مجموعة من المنازل المصفوفة على جانبي فناء حي الكنيست جيميل من شرفة الطابق الثاني

اشترت اللجنة المركزية لحي كنيست يسرائيل في عام 1908 قطعة أرض أخرى تقع في جنوب شرق الكنيست بيت لبناء الكنيست جيمل، والذي لم يتم وضع حجر الأساس له حتى نيسان (أبريل) عام 1925 في حفل أقامه الحاخام إبراهيم إسحاق كوك. اكتمل بناء الحي كنيست جيمل في عام 1926، وكانت مباني هذا المجمع أيضًا عبارة عن منازل تتألف من طابقين مصفوفة على ثلاثة جوانب من فناء مستطيل. تم وضع اللوحات الرخامية التي تخلد ذكرى المتبرعين من الولايات المتحدة الأمريكية وأستراليا وجنوب إفريقيا وبولندا والقدس على مداخل الشقق في كل من الكنيست بيت والكنيست جيميل.

## السكان
بلغ عدد مباني الأجزاء الثلاثة من حي الكنيست يسرائيل 160 منزلا في عام 1935، ثُم وصل إلى 176 منزلا بحلول خمسينيات القرن العشرين. وارتفع عدد السكان من 125 أسرة في عام 1929 إلى أكثر من 200 أسرة في عام 2010 على الرغم من الظروف المعيشية التي كانت تعتبر ظروف معيشية ضيقة للغاية.
كان سكان الكنيست يسرائيل منذ تأسيسه من اليهود الحريديين حتى تسعينيات القرن العشرين، فكان غالبية السكان من كبار السن، حيث تم تصنيف 70٪ من السكان على أنهم كبار السن في عام 1996. تغيرت التركيبة السكانية للحي بعد ذلك الوقت مع انتقال الأزواج الشباب والعائلات فأصبح متوسط عمر سكان الحي 31 عامًا.

### السكان البارزون
- الحاخام يتسحاق أريئيلي: الزعيم الروحي.[22][23]
- الحاخام شمعون تسفي هورويتز: عالم قبالة من اليشيفاه.[23][24]
- الحاخام هيليل ليبرمان: مؤسس بايس يعقوب في إسرائيل.[14]
- موشيه تسفي نيريا: مؤسس حركة بناي عكيفا وسياسي إسرائيلي.[25]
- افرايم شاخ: ابن الحاخام العازر شاش.[26]